# ديريك ريفيو
ديريك ريفيو (بالإنجليزية: Derek Raivio)‏ مواليد 9 نوفمبر 1984 في فانكوفر، هو لاعب كرة سلة أمريكي. بدأ مسيرته الاحترافية في سنة 2007. يلعب مع فريق نادي بنفيكا في الدوري البرتغالي لكرة السلة. يحمل الرقم 5. يبلغ طوله 6 قدم 2 3⁄4 بوصة (1.9 م).

## المسيرة الاحترافية
لعب مع تي بي بي ترير في الدوري الألماني من سنة 2008 إلى 2010، ثم لعب مع إري بايهوكس في موسم 2010–2011، ثم لعب مع فورت واين ماد أنتس في سنة 2011، ثم لعب مع نادي نيمبورك لكرة السلة في موسم 2014–2015، ثم لعب مع نانسي باسكت في الدوري الفرنسي في موسم 2015–2016، ثم لعب مع بنفيكا لكرة السلة في سنة 2016.

## روابط خارجية
- ديريك ريفيو على موقع كرة السلة الأوروبية.كوم (الإنجليزية)
- ديريك ريفيو على موقع كلية كرة السلة في سبورتس رفرنس.كوم (الإنجليزية)
- ديريك ريفيو على موقع ريلجم (الإنجليزية)
- ديريك ريفيو على موقع بروبوليرز (الإنجليزية)
- ديريك ريفيو على موقع سبورتس رفرنس (الإنجليزية)
- ديريك ريفيو على موقع سبورتس رفرنس (الإنجليزية)